# Бельвез-дю-Разес
Бельве́з-дю-Разе́с (фр. Belvèze-du-Razès) — коммуна во Франции, находится в регионе Лангедок — Руссильон. Департамент коммуны — Од. Входит в состав кантона Алень. Округ коммуны — Лиму.
Код INSEE коммуны — 11034.

## Население
Население коммуны на 2008 год составляло 827 человек.
| 1962 | 1968 | 1975 | 1982 | 1990 | 1999 | 2008 |
| ---- | ---- | ---- | ---- | ---- | ---- | ---- |
| 556  | 610  | 666  | 738  | 836  | 765  | 827  |

## Экономика
В 2007 году среди 415 человек в трудоспособном возрасте (15—64 лет) 265 были активными, 150 — неактивными (показатель активности — 63,9 %, в 1999 году было 63,6 %). Из 265 активных работали 232 человека (119 мужчин и 113 женщин), безработных было 33 (19 мужчин и 14 женщин). Среди 150 неактивных 29 человек были учениками или студентами, 59 — пенсионерами, 62 были неактивными по другим причинам.

## Достопримечательности
- Церковь Успения, перестроенная в XIV веке
- Замок XVIII века, восстановлен
- Статуя «Богоматерь с младенцем» XIV века
- Дом Escarguel 1675 года